# Seleção Gibraltina de Voleibol Feminino
A seleção gibraltina de voleibol feminino é uma equipe europeia composta pelas melhores jogadoras de voleibol de Gibraltar. A equipe é mantida pela Federação de Voleibol de Gibraltar (Gibraltar Volleyball Federation). A seleção não consta no ranking mundial da FIVB segundo dados de 6 de outubro de 2015.